# PSY

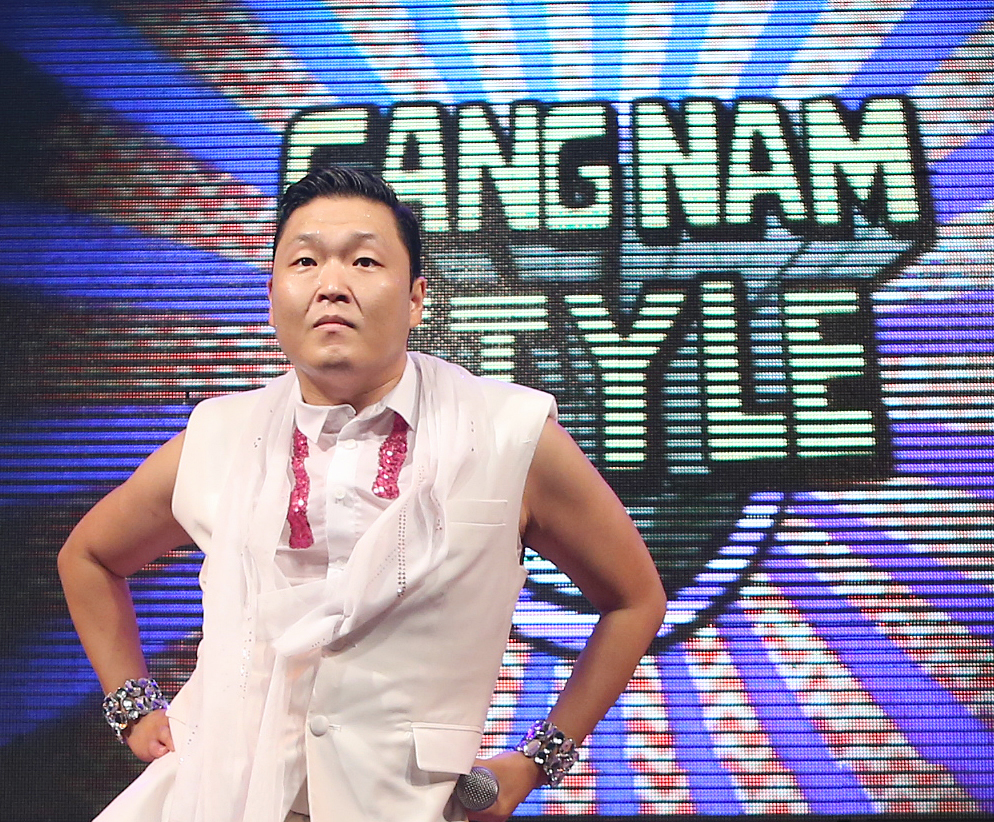
PSY、バックは『江南スタイル』のロゴ

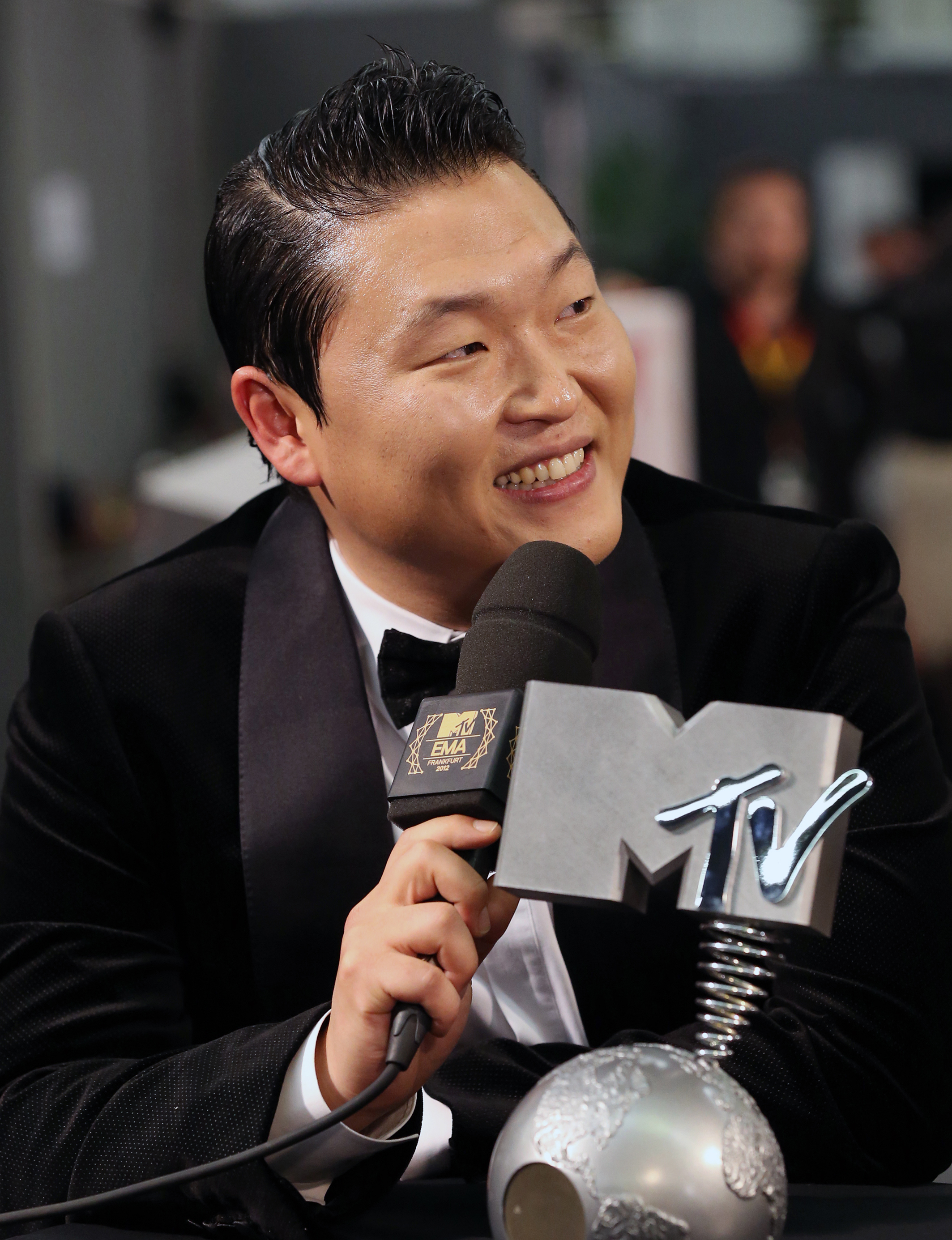
PSY、2012年

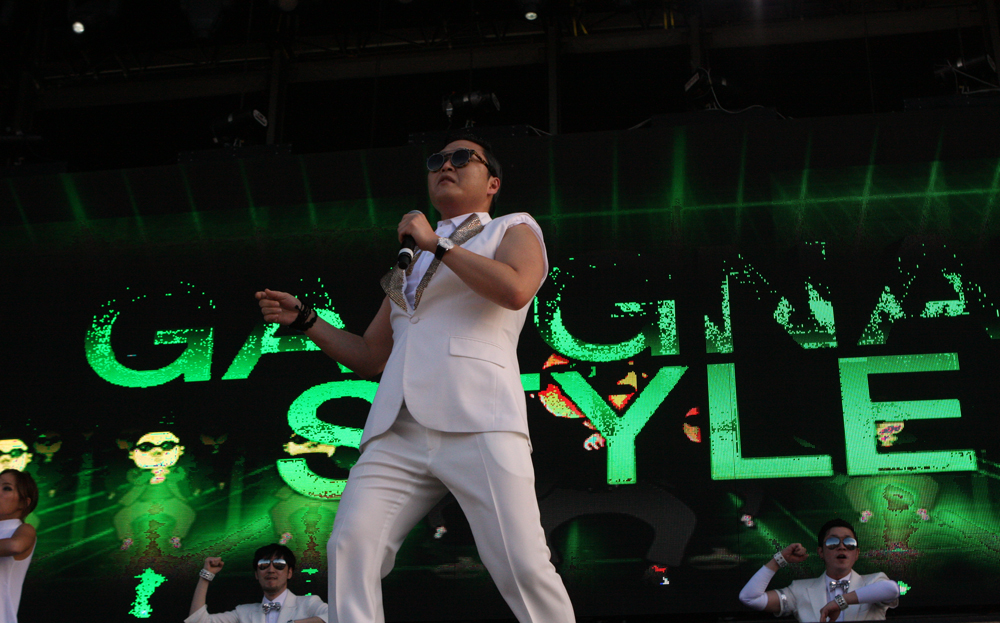
コンサートにて、2013年

PSY（サイ、1977年12月31日 - ）は、大韓民国のラッパー、ソングライター、音楽プロデューサーである。本名はパク・チェサン（ハングル: 박 재상; ハンチャ: 朴 載相）。

## 来歴
韓国ソウル特別市江南区の出身。祖父のパク・キオクは、半導体検査機器製造会社の「DI（ディアイ）」を創業し、父のパク・ウォンホは、DI社の大株主・代表理事である。
1996年にアメリカのボストン大学に入学し、経営学を専攻。その後バークリー音楽大学に編入して音楽を学んだと言われているが、卒業したという記録はない。2001年1月、デビューアルバムを発表。同年11月15日大麻問題で警察に検挙され活動を自粛する。偶然、2002年ワールドカップの街頭応援の途中、生放送のインタビューに出たのをきっかけにメディアに再び出演し、9月に発売した『チャンピオン』が大ヒットして再起に成功した。2003年から2005年までの徴兵期間は、軍隊ではなく、兵務庁が指定した企業で勤務する「兵役特例措置」を受けていた。2007年3月、韓国観光広報大使として確実な復帰を果たしたが、2007年5月に、兵役に代わる産業機能要員としての勤務が問題となり、同年12月、兵務庁から入隊通知を受けて、現役として再入隊した。私生活では2006年に結婚、2007年に双子の娘が誕生。
PSYは、デビュー当時から原則として自身で作詞・作曲を手がけてきたが、2006年ごろからは、作曲家のユ・ゴニョン（1996～99年に活動していたヒップホップデュオ『Untitle』の元メンバー）と一緒に楽曲を共作することが多くなり、『芸能人』（2006年）、『Right Now』（2010年）などの楽曲が生み出された。
同じくユ・ゴニョンとの共作で作られた、2012年7月にリリースしたアルバム『PSY6甲』のタイトル曲『江南スタイル』は、欧米諸国を中心に世界的大ヒットを記録し、PSYは一躍、韓国を代表するスターとなった。同曲のPVは、YouTubeで最も閲覧された動画のひとつであり、2021年3月の時点で、再生回数は40億回を突破した 。アメリカのビルボードチャートHot 100では最高2位を獲得し、イギリス 、オーストラリア 、オーストリア 、オランダ 、カナダ、ベルギー 、ドイツ 、デンマーク 、フィンランド 、ホンジュラス、ポルトガル、ニュージーランド、ノルウェー、ルクセンブルクの計14ヶ国では、公式チャートで最高1位を獲得した。2012年には大韓民国大衆文化芸術賞で最高褒賞である文化勲章を受章。本人はこれについて「あれはもう事故のようなものなので、そうそう起こることではありません。あんな事故がしょっちゅう起こっていたら人類は滅びてしまいます」と語っている。しかし日本では、『江南スタイル』の世界的ヒットが各マスコミでも取り上げられるものの、セールス的には振わなかった。
2013年4月に江南スタイル以来約9カ月ぶりとなる楽曲「ジェントルマン」のミュージックビデオ（MV）をYouTube上に公開し、公式動画の再生回数の増加ペースは1時間で100万アクセス以上となり、わずか1日で2000万アクセス以上に達した。その後、24時間で3840万件という最多再生回数を記録したことによりギネスに登録された。
2013年5月26日にイタリア、ローマのスタディオ・オリンピコ・ディ・ローマで行われたコッパ・イタリア決勝戦のASローマ対SSラツィオの試合前には江南スタイルとGENTLEMANを歌唱した。しかし、観客席からは爆竹やチーム応援歌などを使った妨害が起き、焦ったPSYはボリュームを上げて歌った。そしてPSYの顔がビジョンに映し出された時、観客席から盛大なブーイングが起こった。結局PSYはブーイングが鳴り止まぬ中ステージを降りた。これは、2002 FIFAワールドカップにおけるイタリア対韓国戦で大韓サッカー協会がバイロン・モレノ主審を買収したとされる八百長疑惑がきっかけで、イタリアのサッカー業界やファンの間での韓国に対するイメージ悪化が原因とされている。
2016年には、『ダイスの神』とコラボし、彼をモデルにした「ダディPSY」が登場した。
2018年5月、所属していた事務所YGエンターテインメントと8年におよぶ専属契約を終了。2019年1月、新たに個人で総合エンターテインメント会社「P NATION」を設立した。
YouTubeのPSYに関連した動画（ミュージックビデオ・ユーザー生成コンテンツ・歌詞動画）は、2021年4月21日～2022年4月22日の1年間に8億3100万回再生された。この期間、PSYの曲の国別再生回数は、ベトナム（7480万）、韓国（5860万）、アメリカ（5760万）、インド（4400万）、メキシコ（4290万）の順に多かった。最も多く再生された曲は、やはり代表曲の「江南スタイル」で、同上期間では4億7700万回再生された。「江南スタイル」の、YouTube公式MVにおける累計再生回数は、発表から10年が経過した2022年4月25日時点で約44億回である。

## ディスコグラフィ

### アルバム
| No. | タイトル                                      | 収録曲 |
| --- | --------------------------------------------- | --- |
| 1st | PSY FROM THE PSYCHO WORLD！ （2001年2月12日） | 1. Intro 2. Lady 3. Bird 4. The End 5. Leave it to me 6. Life 7. Living and Enjoying Together 8. Freedom 9. The Little Match Girl 10. No.1 11. I Love Sex 12. Shocking! Modest Lady 13. The Mother of Success 14. Let's Play 15. 2nd Generation Wife 16. Adultery 17. Bitch 18. Upskail Phenomenon 19. Morden Times 20. Outro |
| 2nd | 成人用 （2002年1月1日）                       | 1. Intro 2. Report This Expression 3. Dilemma 4. Hooray 5. Yes, I am 6. If They Become 7. Deep Waters 8. In a Sauna Bath 9. 1 Back 10. The New 2 11. Bad Year 12. Controversy Over Her 13. Basica 2.0 14. Living |
| 3rd | 3マイ （2002年9月19日）                       | 1. Intro 2. やがて 3. チャンピオン 4. パンパラ 5. 話しましょう 6. 楽園 7. クイーン 8. 混乱 Blues 9. ふざけた 10. Night 11. Bitch 12. 捧げる 13. ロイヤルファミリー 14. いいえ 15. Back to the PSYcho World! |
| 4th | デジタルディスク （2006年7月28日）            | 1. Alarm 2. インスタント(Feat.キム・テウ) 3. 芸能人 4. 大人(Feat.チョ・ドッペ) 5. ワンマンショー 6. 友だちよ 7. 美しい別れ2(Feat.イ・ジェフン) 8. Jump(Feat.イ・ハヌル) 9. 愛酒家(Feat.リサン) 10. We Are The One 11. 死んだ詩人の社会(Feat.ダイナミックデュオ) 12. ノック(Feat.Ivy) 13. 雨が降るから 14. サイコパーティー    |
| 5th | PSYFIVE （2010年10月27日）                    | 1. サグン 2. RIGHT NOW 3. 今日は一晩中 4. 僕の目には(Feat.イ・ジェフン) 5. THANK YOU(Feat.ソ・イニョン) 6. 芸術だ 7. ワクワクする 8. ソウルの夜の街(Feat.YDG) 9. それでよかった(Feat.ジョンヨプ) 10. 狂ったように 11. 率直に言って 12. 僕のWANNA BE                                                                           |
| 6th | PSY6甲 （2012年7月21日）                      | 1. アマガエル(Feat.G-DRAGON) 2. 熱いさよなら(Feat.ソン・シギョン) 3. 江南スタイル 4. 77ハクゲロン(Feat.Leessang、キム・ジンピョ) 5. どうだろう(Feat.リナ・パーク) 6. NEVER SAY GOODBYE(Feat.ユン・ドヒョン) |
| 7th | 七集サイダー （2015年12月19日）               | 1. ダンスジョッキー 2. I Remember You(Feat.Zion.T) 3. ベルボトム 4. DADDY(Feat.CL of 2NE1) 5. Dream(Feat.XIA of JYJ) 6. ROCKnROLLbaby(Feat.will.i.am) 7. いい日が来る(Feat.Jeoningwon) 8. Mr.SWAG(Feat.Baboons of Dynamic Duo) 9. SING (PSYmix) (with Ed Sheeran)                                                             |
| 8th | PSY 8th 4X2=8 （2017年5月20日）               | 1. I LUV IT 2. New Face 3. 最後の場面 (ft. イ・ソンギョン) 4. LOVE (ft. TAEYANG) 5. BOMB (ft. B.I, BOBBY) 6. We Are Young 7. ファクト暴行 (ft. G-DRAGON) 8. Rock will never die 9. 頼るところ 10. オートリバース (ft. TABLO)                                                                                                  |
| 9th | PSY 9th （2022年5月9日）                      | 1. 9INTRO 2. That That (prod.&feat. SUGA of BTS) 3. Celeb 4. You Move Me (feat. Sung Si Kyung) 5. Sleepless (feat. HEIZE) 6. GANJI (feat. Jessi) 7. Now (feat. Hwa Sa (MAMAMOO)) 8. Happier (feat. Crush) 9. Hello Monday 10. Everyday 11. forEVER (feat. TABLO) 12. Dear Me                                                  |

### シングル
- 江南スタイル Gangnam Style（2012年）
- ジェントルマン GENTLEMAN（2013年）
- ハングオーバー feat. スヌープ・ドッグ Hangover feat. Snoop Dogg（2015年）
- DADDY
- That That (featuring and produced by Suga) (2022年)

## 楽曲提供
- リズムの中に - ソ・イニョン 作詞・作曲
- ウィハヨ（Cheers!） - シンファ 作詞・作曲

## ミュージックビデオ
- お兄さんはぴったり私のスタイル PSY Feat.HyunA
- Ice Cream - キム・ヒョナ

## 映画
- 『高校教師、恋の教育実習』（原題：몽정기 夢精期 2002年）
- 『高校教師、恋の教育実習2』（原題：몽정기2 夢精期2 2005年）

## 日本公演
- 2012年　YG Family Concert in Japan[20]
1月7日、8日　京セラドーム大阪、1月21日、22日　さいたまスーパーアリーナ